# 奈良県西和医療センター
奈良県西和医療センター（ならけんせいわいりょうせんたー）は、奈良県生駒郡三郷町にある地方独立行政法人奈良県立病院機構が運営する医療機関。もとは奈良県立三室病院として、奈良県病院事業の設置等に関する条例（昭和47年3月31日奈良県条例第27号）に基づき設置された県立の病院であった。2014年4月1日より地方独立行政法人化され、病院名も奈良県西和医療センターへ変更された。

## 沿革
- 1979年4月1日 - 開院。
- 1987年4月 - 総合病院の承認を受ける。
- 2014年4月 - 地方独立行政法人化され、県立三室病院から奈良県西和医療センターへ名称を変更。

## 移転構想
老朽化により建て替えの計画があり、荒井正吾奈良県知事は奈良県議会の2022年（令和4年）の6月定例会でJR王寺駅南側への移転が望ましいとの考えを明らかにしている。しかし、JR王寺駅南側とする計画は、敷地の狭さや移転補償費用などに問題があり再検討となった。
2023年（令和5年）12月、西和地域7町長への説明会で新たに移転先をJR法隆寺駅南側地区に決定したことが伝えられた。

## 診療科
- 内科・腎臓内科
- 消化器内科
- 心臓血管センター
  - 循環器内科
  - 心臓血管外科
- 神経内科
- 呼吸器内科
- 感染制御内科
- 小児科
- 外科
- 整形外科
- 脳神経外科
- 呼吸器外科
- 皮膚科・形成外科
- 泌尿器科
- 産婦人科
- 眼科
- 耳鼻咽喉科
- 放射線科
- 麻酔科（ペインクリニック）

## 医療機関の指定等
- 保険医療機関
- 救急告示医療機関
- 労災保険指定医療機関
- 指定自立支援医療機関（更生医療・育成医療・精神通院医療）
- 生活保護法指定医療機関
- 原子爆弾被害者医療指定医療機関
- 公害医療機関
- 臨床研修指定病院（基幹型・協力型）
- DPC対象病院

## 交通アクセス
- JR西日本関西本線・和歌山線・近鉄生駒線王寺駅、近鉄田原本線新王寺駅下車、徒歩約15分。
- 王寺駅北口より奈良交通バス63（国道横田行）・62（法隆寺前行）・92番系統（シャープ前行）で笠町下車。
- 西名阪自動車道香芝インターチェンジより車で約15分。
- 国道25号沿い。

## 備考
- 以前は附属看護学校（奈良県立病院機構看護専門学校三室校）を併設していたが、同機構の下に奈良看護大学校に再編された。なお、隣接する奈良看護大学校については奈良県総合医療センター跡地（奈良市平松1丁目）に移転する計画がある[3]。